# هانس اشمیت (سپهبد)
هانس اشمیت (زادهٔ ۲۸ آوریل ۱۸۷۷ – درگذشتهٔ ۵ ژوئن ۱۹۴۸) یکی از ژنرال‌های ورماخت در طول جنگ جهانی دوم بود. او همچنین به دلیل خدمات خود صلیب شوالیه صلیب آهنین با برگ‌های بلوط آلمان نازی را دریافت نمود.
او فرماندهی ارتش بیست و چهارم آلمان در جبهه غربی را برعهده داشت که در ماه مه ۱۹۴۵ تسلیم شد.

## افتخارات
- صلیب آهنین (1914) [۱]
- نوار گیره به صلیب آهنین (۱۹۳۹) کلاس دوم (۳۱ دسامبر ۱۹۳۹) و کلاس اول (۴ ژوئیه 1940)[۲]
- صلیب آلمانی طلایی در ۶ نوامبر ۱۹۴۲ با درجه ژنرال پیاده نظام و فرماندهی سپاه نهم ارتش[۳]
- صلیب شوالیه صلیب آهنی با برگ‌های بلوط
  - صلیب شوالیه در ۲۲ سپتامبر ۱۹۴۱ با درجه سپهبدی و فرماندهی لشکر ۲۶۰ پیاده نظام[۴][۵]
  - برگ‌های بلوط در ۲۴ نوامبر ۱۹۴۳ به عنوان ژنرال پیاده نظام و فرماندهی سپاه نهم ارتش[۶]